# Liste der Kulturdenkmale in Bermatingen
Diese Liste der Kulturdenkmale in Bermatingen enthält die Kulturdenkmale der baden-württembergischen Gemeinde Bermatingen im Bodenseekreis, die im „Verzeichnis der unbeweglichen Bau- und Kunstdenkmale und der zu prüfenden Objekte“ des Landesamts für Denkmalpflege Baden-Württemberg verzeichnet sind. Da dieses Verzeichnis nur bei „berechtigtem Interesse“ eingesehen werden kann, erhebt die folgende Liste keinen Anspruch auf Vollständigkeit oder Aktualität. Sie beruht gänzlich auf dem veröffentlichten „Denkmalpflegerischen Werteplan Gesamtanlage Bermatingen“ mit dem Stand von 2014.

## Allgemein
- Bild: Zeigt ein ausgewähltes Bild aus Commons, „Weitere Bilder“ verweist auf die Bilder im Medienarchiv Wikimedia Commons.
- Bezeichnung: Nennt den Namen, die Bezeichnung oder die Art des Kulturdenkmals.
- Lage: Straßenname und Hausnummer oder Flurstücknummer des Kulturdenkmals, gegebenenfalls auch den Ortsteil. Die Grundsortierung der Liste erfolgt nach dieser Adresse. Der Link (Karte) führt zu verschiedenen Kartendiensten mit der Position des Kulturdenkmals. Fehlt dieser Link, wurden die Koordinaten noch nicht eingetragen. Sind diese bekannt, können sie über ein Tool mit einer Kartenansicht einfach nachgetragen werden. In dieser Kartenansicht sind Kulturdenkmale ohne Koordinaten mit einem roten bzw. orangen Marker dargestellt und können durch Verschieben auf die richtige Position in der Karte mit Koordinaten versehen werden. Kulturdenkmale ohne Bild sind an einem blauen bzw. roten Marker erkennbar.
- Datierung: Baubeginn, Fertigstellung, Datum der Erstnennung oder grobe zeitliche Einordnung entsprechend des Eintrags in der zuständigen Denkmaldatenbank (Landesamt für Denkmalpflege Baden-Württemberg).
- Beschreibung: Kurzcharakteristik des Kulturdenkmals.

## Denkmale
| Bild           | Bezeichnung                                                   | Lage                                    | Datierung             | Beschreibung | ID |
| -------------- | ------------------------------------------------------------- | --------------------------------------- | --------------------- | --- | -- |
| Weitere Bilder | Gesamtanlage Bermatingen                                      | (Karte)                                 |                       | Gesamtanlage Bermatingen, Ortskern mit Mittel- und Unterdorf, Oberdorf, Leopoldsberg, Schwarzried und Guldenberg Geschützt nach § 19 DSchG |    |
|                | Bauernhaus, Schlehenhof; Hausname: 1812/37 Schlehen           | Autenweiler Straße 1 (Karte)            | 1780/1800             | Linzgauer Einhaus; ehemaliger Leiblehnhof der Reichsabtei Salem; zusammen mit dem Rathaus und dem Gasthof Adler, eines der Ortsbildprägenden Bauten in der Ortsmitte Fachwerkhaus mit zwei Stockwerken und Krüppelwalmdach Geschützt nach § 2 DSchG |    |
|                | Bauernhaus; Hausnamen: 1812 Luft, 1837 Rosmarin               | Autenweiler Straße 2 (Karte)            | Um 1700               | Linzgauer Einhaus; ehemaliges Hofgut oder Sölde mit Torkel Fachwerkhaus mit massivem Sockel, Gewölbekeller sowie zwei- bis drei Fachwerkobergeschosse und Krüppelwalmdach; Fachwerkgiebel von Holzverschalung verdeckt Geschützt nach § 28 DSchG |    |
|                | Bauernhaus; Hausnamen: 1812 Kies, 1837 Linde                  | Autenweiler Straße 7 (Karte)            | 18. Jahrhundert       | Linzgauer Einhaus; ehemalige Sölde Traufständiges Fachwerkhaus mit Balkenkeller (dort Wackensteinmauerwerk), massivem Erdgeschoss (westliche Seite mit Fachwerk), Fachwerkobergeschoss und -giebel, darüber Satteldach Geschützt nach § 2 DSchG |    |
|                | Bauernhaus; Hausnamen: 1812 Ochsenhaus, 1837 Birke            | Autenweiler Straße 9 (Karte)            | 18. Jahrhundert       | Linzgauer Einhaus Traufständiger Bau mit Satteldach; Wohnteil mit zwei Fachwerkgeschossen, Wirtschaftsbereich mit Tenne und Stall massiv Geschützt nach § 2 DSchG |    |
|                | Bauernhaus und Torkel; Hausnamen: 1812 Garten, 1837 Pimpernuß | Bahnhofstraße 2 & 2a (Karte)            | 1790                  | Linzgauer Einhaus; ehemalige Sölde Traufständiges, verputztes Fachwerkhaus mit zwei Stockwerken und Krüppelwalmdach; Torkelstube im Wirtschaftsbereich Geschützt nach § 2 DSchG | BW |
| Weitere Bilder | St. Georg                                                     | Bahnhofstraße 9 (Karte)                 | 14. – 18. Jahrhundert | Katholische Pfarrkirche St. Georg mit ummauertem Kirchhof, abseits der Ortsmitte gelegen, wohl Anstelle einer älteren Kirche (spätgotischer Kirchturm auf romanischen Bau zurückreichend); 1422 geweiht; großflächige Wandmalereien im Innern aus dem späten 14. Jahrhundert; 1542, 1602 und um 1760 (barocke Flachdecken) Umgestaltungen Dreischiffige Pseudobasilika mit Rechteckchor; Chorflankenturm mit Eckeinfassungen und (für Kirchtürme der Region typischen) Staffelgiebel Geschützt nach §§ 2; 28 DSchG                  |    |
|                | Bauernhaus; Hausname: 1812/37 Apfel                           | Heidbühlstraße 1 (Karte)                | 1751                  | Linzgauer Einhaus; ehemaliger Salemer Leiblehnhof Zweigeschossiger Bau mit Balkenkeller (dort Wackensteinmauerwerk) und Fachwerkobergeschoss, darüber Krüppelwalmdach; Erdgeschoss des Wohnteils mit Fachwerk, im Wirtschaftsbereich massiv Geschützt nach § 28 DSchG |    |
|                | Badhaus; Hausnamen: 1812 Badhaus, 1837 Heidelbeere            | Heidbühlstraße 9a (Karte)               | 18. Jahrhundert       | Erstmals 1419 in Zusammenhang eines Besitzerwechsel (von Montfort und Knöringen zum Kloster Salem) erwähnt, bis 1833 Badehaus in Salemer Eigentum; ehemalige Leiblehnsölde; heute Wohnhaus Verputzter, zweigeschossiger Bau; im Innern erhaltene Struktur eines Badehauses Geschützt nach § 2 DSchG | BW |
|                | Torkelscheuer                                                 | Jägerstraße 8 (Karte)                   | 1721                  | Zum „Jägerhaus“ (ehemaliger Hof der Reichsabtei Salem) gehörig, ehemaliger Standort eines Torkels Zweigeschossiger Fachwerkbau mit Krüppelwalmdach; zweischiffig im Innern Geschützt nach § 2 DSchG | BW |
| Weitere Bilder | Hof/Wohnhaus; Jägerhaus                                       | Jägerstraße 11 (Karte)                  | 1721; 1780/1800       | Ehemaliger Wirtschaftshof der Reichsabtei Salem; heute Wohnhaus Gebäude mit Sockel- sowie Fachwerkobergeschoss und Walmdach; im Innern Stuckdecken; Rundbogentor zum Keller mit Tonnengewölbe Geschützt nach § 28 DSchG |    |
|                | Tür, Zunfthaus                                                | Jägerstraße 23 (Bauteil) (Karte)        | 18. Jahrhundert; 1837 | Zweiflügelige Rundbogentür (Türblatt und Zarge) am ehemaligen Schulhaus; als diagonale Brett- oder Bohlentür ausgeführt, Geschützt nach § 2 DSchG |    |
|                | Bauernhaus; Kellhof Hausnamen: 1812/37 Kastanie               | Kellhofstraße 6 (Karte)                 | 18. Jahrhundert       | Als Dreiseitenhof errichteter ehemaliger Fronhof der Reichsabtei Salem, im 14. Jahrhundert erstmals erwähnt, im Deutschen Bauernkrieg ab März 1525 Hauptquartier des Bermatinger Haufens; heute Wohnhaus; Ökonomiegebäude nach Brand 1938 wiederaufgebaut Bestehend Hauptgebäude und zwei Ökonomiegebäuden; Hauptgebäude zweigeschossig mit Sockel, Rundbogentor und Krüppelwalmdach |    |
|                | Brunnen                                                       | Kellhofstraße (bei Nr. 6) (Karte)       | 19. Jahrhundert       | Letzter erhaltener Laufbrunnen von einstmals dreizehn in Bermatingen vorhandenen Brunnen Längsrechteckiger Steintrog mit Brunnenstock an einer Schmalseite; gusseiserner Brunnenstock mit ornamentalen Elementen des Klassizismus gestaltet (unter anderem Tülle mit Akanthus, kannelierter Säule, Akanthuskapitell) Geschützt nach § 2 DSchG | BW |
|                | Leopoldsberg                                                  | Markdorfer Straße / Jägerstraße (Karte) |                       | Weinberg Geschützt nach § 2 DSchG | BW |
| Weitere Bilder | Gasthaus Adler; Hausname: 1812/37 Traube                      | Markdorfer Straße 1 (Karte)             | 1596                  | Ehemalige Salemer Tafernwirtschaft (Zur Traube) und Leiblehnhof; ältester Fachwerkbau in Bermatingen; 1959 unter Aufsicht der Behörde für Denkmalpflege des Kreises Überlingen instand gesetzt; zusammen mit dem Rathaus und dem Schlehenhof, eines der Ortsbildprägenden Bauten in der Ortsmitte Fachwerkhaus mit Wohn- und Wirtschaftsbereich, Sockel, zwei Stockwerken und durch Schindeln verdeckter Giebel; hölzernes Eingangsportal mit Sprenggiebel und Salemer Abtwappen sowie der Inschrift 1596 Geschützt nach § 28 DSchG |    |
|                | Bauernhaus; Eichenhof; Hausnamen: 1812 Waldseer, 1837 Eiche   | Markdorfer Straße 9 (Karte)             | 1730/1850             | Linzgauer Einhaus, einst wohl Lehnhof des Konstanzer Dominikanerinnenklosters Zoffingen oder des Franziskanerinnenklosters Waldsee; bis in die 1970er Jahre im Besitz der Markgrafen von Baden; heute Wohnhaus Fachwerkhaus mit zwei Stockwerken und Krüppelwalmdach; westlicher Giebel geschindelt; angebautes Backhaus an der Südseite Geschützt nach § 12 DSchG |    |
|                | Rathaus                                                       | Salemer Straße 1 (Karte)                | 1745                  | Zusammen mit dem Gasthaus Adler und dem Schlehenhof, eines der Ortsbildprägenden Bauten in der Ortsmitte Fachwerkhaus mit zwei Stockwerken; massives Erdgeschoss, dort parallel zur Straße verlaufender Fußgängerdurchgang auf hölzernen Pfeilern; einseitig abgewalmtes Satteldach, Dachreiter als Uhr- und Glockenturm mit Zwiebelhaube Geschützt nach § 28 DSchG |    |
|                | Bauernhaus; Rosenhof; Hausnamen: 1812 Kreuzvogel, 1837 Rose   | Salemer Straße 3 (Karte)                | Um 1800               | An das Rathaus angebaute Bauernhaus; 1719 als „Constanzer“ Lehnhof des Klosters Kreuzlingen genannt; heute Wohn- und Geschäftshaus Fachwerkhaus mit massivem Sockel, zwei Stockwerken und Satteldach, Giebel geschindelt; Waschküchenhaus angrenzend Geschützt nach §§ 28; 34 DSchG |    |
|                | Bauernhaus; Hausnamen: 1812 Storz, 1837 Eibe                  | Salemer Straße 16 (Karte)               | Um 1800               | Ehemalige Lehnsölde des Klosters Salem Bauernhof aus Hauptgebäude und Speicher (Ausgedinghaus) bestehend; Hauptgebäude auf L-förmigen Grundriss aus Fachwerk mit Sockel, zwei Stockwerken und Satteldach; Speichergebäude zweigeschossiger, teilweise verputzter Fachwerkbau mit verschalten Giebeln und Satteldach Geschützt nach §§ 2; 28 DSchG | BW |
|                | Wohnhaus                                                      | Salemer Straße 29 (Karte)               | Um 1900               | Kleines, massives Wohnhaus um 1900 verändert, im Kern jedoch älter Eingeschossiger Bau mit hohem Sockel und Satteldach Geschützt nach § 2 DSchG | BW |
|                | Pfarrhof und Pfarrscheuer                                     | Schulstraße 11 (Karte)                  | 1746                  | Unter dem Salemer Abt Anselm II., durch Peter Thumb errichtet; 1981 renoviert; Bauweise der Scheuer gilt als bemerkenswert, da sie für einen Nutzbau besonders gestaltet ist Barocker Pfarrhof: zweigeschossiger Massivbau mit Mansardwalmdach; symmetrische Fensteranordnung und aufgemalte Eckpilaster Angrenzende Scheuer mit Hofmauer (dort Rundbogentor): quadratischer Massivbau mit Kniestock aus Fachwerk und Zeltdach, großes Rundbogenportal zum tonnengewölbten Keller Geschützt nach §§ 2; 28 DSchG                     |    |
| Weitere Bilder | Wohnhaus                                                      | Schulstraße 16 (Karte)                  | 18. Jahrhundert       | Ehemaliges Mesnerhaus im Stil eines Linzgauer Einhauses; heute Wohnhaus Fachwerkhaus mit zwei Stockwerken und Krüppelwalmdach; kurzer Fußwalm am Westgiebel Geschützt nach § 2 DSchG |    |